# Malena Morgan
Malena Morgan (* 23. Juni 1991 in Florida als Carly Leann Morrison) ist eine ehemalige US-amerikanische Pornodarstellerin und Filmschauspielerin.

## Leben
Morgan begann 2010 in ersten pornografischen Filmproduktionen mitzuwirken und war bis 2017 in der Branche tätig. Im Jahr 2011 zog sie nach Los Angeles. Im November desselben Jahres wurde sie zum Covergirl und Penthouse „Pet des Monats“ gekürt. Fünf Jahre später zierte sie erneut das Cover des Penthouse Magazins.
2013 übernahm Morgan in dem Erotikthriller Wildes Verlangen – Pleasure or Pain von Zalman King die weibliche Hauptrolle der Victoria. Darin verkörpert sie eine Designerin, die dem Immobilienmakler Jack gespielt von Christos Vasilopoulos, verfällt. Seit 2013 tritt Morgan nicht mehr in pornografischen Filmen auf.
2015 wurde Morgan Opfer eines 24-jährigen Stalkers aus Georgia. Er drohte ihr an, sie zu ermorden und die Tat per Livestream zu übertragen. Das FBI konnte den Verdächtigen festnehmen, der später gestand.

## Filmografie

### Spielfilme
- 2013: Wildes Verlangen – Pleasure or Pain (Pleasure or Pain)

### Pornofilme (Auswahl)
- 2013: We Live Together 26 mit Shyla Jennings und Sammie Rhodes
- 2013: We Live Together 27 mit Avril Hall; mit Ainsley Addison und Shyla Jennings
- 2013: We Live Together 28 mit Layla Rose und Shyla Jennings
- 2014: We Live Together 31 mit Shyla Jennings